# Sal amoniacal
La sal amoniacal, sal amoníaco, sal de amoníaco, salmiac, almohatre o almojáter, es el nombre que recibe el mineral con la composición química   del cloruro de amonio. 

## Historia
El salmiac, denominado históricamente como sal amoníaco o sal amoniacal, ya era conocido en época romana. Plinio menciona la existencia de una sal llamada sal Hamoniaco, que aparece en los lugares secos de África hasta el Oráculo de Hamon, que tiene ingrato sabor pero que es útil en medicina.  Aunque no es seguro que este término haga referencia al concepto actual de sal amoníaco,esta sal acabó dando el nombre a los compuestos amoniaco y amonio.
Durante mucho tiempo, la sal amoniacal se obtuvo de depósitos salinos, principalmente de la cuenca de Tarím, en Asia Central. Posteriormente la utilizada en Europa, traída principalmente por comerciantes venecianos, era obtenida en zonas desérticas de Egipto, extraída de la orina y estiércol de camello. Un procedimiento semejante se utilizó en Europa a partir del Renacimiento, utilizando estiércol de herbívoros alimentados en terrenos salinos, aunque el material utilizado siguió siendo generalmente importado hasta mediados del siglo XVII, cuando el producto local se convirtió en mayoritario. En 1756, James Davie y James Hutton comenzaron la comercialización de sal amoniacal obtenida en su factoría de Edimburgo donde la extraían mediante un procedimiento que mantuviero secreto, probablemente  a partir de los hollines de las chimeneas de otras fábricas. Sin embargo, su producción era mínima comparada con la de los otros fabricantes, que la obtenían a partir de desechos orgánicos, haciendo reaccionar el amoniaco formado con ácido clorhídrico obtenido de la sal. A finales del siglo XVIII se obtenía a partir del carbonato amónico presente en las aguas amoniacales desprendidas en la destilación del carbón, haciéndolo reaccionar directamente con ácido clorhídrico, o introduciéndolo en un  proceso más complejo para obtener también carbonato de sodio.

## Propiedades físicas y químicas
El salmiac aparece en forma de cristales de pequeño tamaño, incoloros o de color blanco, y de color amarillo o marrón si están presentes impurezas. Cristaliza en el sistema cúbico, y en los cristales bien definidos suele dominar el trapezoedro {112} . Tiene exfoliación imperfecta según {111} y fractura concoidea. Es muy frágil, sectil y blando, con una dureza de Mohs de 1,5 a 2, y tiene un bajo peso específico de 1,5. Es soluble en agua.

## Yacimientos
El salmiac se deposita como incrustaciones formadas por sublimación alrededor de fumarolas  y en corrientes de lavas de algunos volcanes. Suele estar asociado a azufre y diversos sulfatos y  cloruros. El Vesubio es un yacimiento clásico, y es también bastante abundante en el cráter de La Fossa, en la isla de Vulcano, que forma parte de las Islas Eolias. En esta localidad contiene a veces algo de bromo substituyendo al cloro. Otra localidad muy conocida es la fumarola de Boca Grande, en Pozzuoli. También se encontró con abundancia en las fumarolas del volcán Paricutín, Michoacán (México) y en las lavas y fumarolas de la erupción del volcán Chinyero de 1909.
Como mineral de neoformación, aparece en escombreras de minas de carbón que han sufrido procesos de autocombustión. Este proceso se ha producido, entre otros lugares, en escombreras de las minas de Saint-Etienne,  Loira (Francia), formándose salmiac, que se encuentra sociada a azufre, oropimente y rejalgar, en las de la mina Alstaden, en Oberhausen (Alemania) y en las minas de Kladno, en la República Checa.
También es un componente de los depósitos de guano, como los de las islas Chincha y el de la isla Guañape. En este tipo de depósitos el azufre y los arseniuros están ausentes, y en cambio se encuentran otros compuestos de amonio.